# منتخب كوريا الشمالية لكرة الطائرة للرجال
منتخب كوريا الشمالية لكرة الطائرة للرجال هو ممثل كوريا الشمالية الرسمي في المنافسات الدولية في كرة طائرة في فئة كرة الطائرة للرجال.